# Diplomacia pública
Diplomacia pública, no âmbito das Relações Internacionais, é a comunicação com públicos no estrangeiro para estabelecer um diálogo que serve para informar e influenciar estes públicos. Não existe uma definição única do termo, sendo ele mais fácilmente descrito do que definido, uma vez que definições mudam ao longo do tempo. Diplomacia Pública é praticada através de vários instrumentos e métodos, que vão desde o contacto pessoal e entrevistas nos "media" à Internet e intercâmbios educativos.

## Origem e definições
No seu ensaio "'Public Diplomacy' Before Gullion: The Evolution of a Phrase", Nicholas J. Cull do USC Center of Public Diplomacy escreveu que "a primeira utilização do termo 'public diplomacy' não é americana mas sim encontra-se num editorial da The Times em janeiro de 1856. É utilizado meramente como sinónimo para a civildade numa parte que critica o maneirismo do Presidente Franklin Pierce". Cull destaca que Edmund Gullion, reitor da Fletcher School of Law and Diplomacy na Tufts University e um notável funcionário reformado americano do Serviço de Relações Exteriores estadounidense, "foi o primeiro a usar a expressão no seu sentido moderno". Em 1965, Gullion fundou o Edward R. Murrow Center of Public Diplomacy, e Cull escreve que "uma brochura do Murrow Center forneceu um resumo conveniente do conceito de Gullion:
"Diplomacia pública… trata da influência de opiniões públicas sobre a formação e a execução de políticas externas. Engloba as dimensões das relações internacionais além da diplomacia tradicional; a cultivação das opiniões públicas nos países estrangeiros por parte dos governos; a interação de grupos privados e interesses de um país com outro; a comunicação de relações exteriores e o impacto delas na política; a comunicação entre aqueles que são responsáveis para a mesma, sendo diplomatas e correspondentes estrangeiros; e o processo da comunição intercultural."
Com o tempo, o conceito e a definição foram evoluidos por vários profissionais. Outras definições e descrições incluem:
"O papel mais importante que a diplomacia pública terá para os Estados Unidos no atual ambiente será menos estratégico e mais operacional do que foi durante a Guerra Fria. O apoio da política nacional nos casos de emergência militares é um tal papel e provavelmente o mais importante."
- Carnes Lord (ex-deputado diretor da USIA, professor de 'statecraft and civilization'), outubro de 1998
"Diplomacia pública – comunicar efetivamente com públicos no mundo – perceber, valorizar e até emular a visão e as ideias de América; historicamente uma das armas mais eficazes de América quanto às atividades de sensibilização, à persuasão e à política."
- Jill A. Schuker (ex-diretor principal de assuntos públicos do Concelho de Segurança Nacional Americano), Julho de 2004
"Diplomacia pública pode ser definida, simples, como a conduta de relações internacionais por governos através dos media de comunicação pública e lidando com uma variedade de entidades não-governamentais (partidos políticos, empresas multinacionais,associacões de comércio, uniões laborais, institutos de educação, instituições religiosas, grupos étnicos etc. incluindo individuos influentes) com o fim de influenciar as políticas e as ações de outros governos."
- Alan K. Henrikson, Professor of Diplomatic History, April 2005.
"Diplomacia pública, que tradicionalmente representa as ações de governos para influenciar públicos estrangeiros no âmbito do processo da política exterior hoje em dia tem expandido – tanto por accidente quanto por desenho – até além dos governos, incluindo agora os media, empresas multinacionais, ONGs e organzações religiosas como intervenientes ativos neste campo."
- Crocker Snow Jr., Diretor no Edward R. Murrow Center, Maio de 2005.
"Diplomacia pública refere-se aos programas fundados pelo governo que servem para informar ou influenciar a opinião pública noutros países; os seus instrumentos principais são publicações, filmes, intercâmbios culturais, rádio e televisão."
- U.S. Department of State, Dictionary of Interational Relations Terms, 1987, p. 85<ref>Public diplomacy - what it is and is not</ref>
"A Agência de Informação dos Estados Unidos (United States Information Agency (USIA)), que foi a principal agência responsável pela diplomacia pública até ter sido unido com o Departamento de Estado em 1999, descreveu-o assim: "Diplomacia pública pretende promover o interesse e a segurança nacionais dos Estados Unidos de América através da percepção, da informação e da influência nos públicos estrangeiros e através de expandir o diálogo entre os cidadãos e as instituições americanos e os seus contrapartes no estrangeiro."
O "Planning Group for Integration of USIA into the Dept. of State" (20 de Junho de 1997) fornece a seguinte definição da diplomacia pública: "Diplomacia pública pretende promover o interesse nacional dos Estados Unidos de América por meio de perceber, informar e influenciar audiências estrangeiras"
Segundo Hans N. Tuch, autor de "Communicating With the World" (St. Martin’s Press, Nova Iorque, 1990), Diplomacia pública é definido como: "Esforços oficiais governamentais para definir o ambiente da comunicação com o estrangeiro no qual a política exterior americana é feita, a fim de reduzir o grau de malentendimentos e más percepções que complicam as relações entre os Estados Unidos de América e outras nações."
A diplomacia clássica pode ser definida como a maneira de os líderes governamentais comunicarem um com os outros aos mais altos níveis, i.e. a diplomacia de elites que conhecemos todos. No entanto, a diplomacia pública focaliza-se nas maneiras de um país (ou uma organização multilateral como as Nações Unidas) comunicar com os cidadãos noutras sociedades. Um país pode agir deliberadamente ou inadvertidamente, e através de indivíduos e instituições tanto oficiais quanto privados. Uma diplomacia pública eficaz começa por partir do princípio que em vez do discurso de vendas, é o diálogo que é central para atingir as metas da política exterior: a diplomacia pública deve ser percebida como uma via de dois sentidos. Além disso, as atividades de diplomacia pública muitas vezes representam perspectivas diferentes, da forma como é representado por indivíduos privados americanos e organizações além das perspectivas oficiais do governo estadounidense.
A diplomacia tradicional junta ativamente um governo com outro. Na diplomacia tradicional, os funcionários da embaixada dos Estados Unidos representam o governo estadounidense num país anfitrião principalmente através de manter relações e gerir os negócios governamentais com os funcionários do governo anfitrião, enquanto a diplomacia pública principalmente une vários elementos não-governamentais duma sociedade.
Filmes, televisão, música, desporto, jogos de vídeo e outras atividades sociais e culturais são consideradas formas eminentemente importantes pelos defensores da diplomacia pública para os diversos cidadãos perceberem um ao outro, e integrais para o entendimento cultural international, que, segundo eles, e um objetivo essencial das estratégias modernas da diplomacia pública. Envolve a definição das mensagens que um país deseja presentar no estrangeiro, e também a análise e o conhecimento das maneiras de várias sociedades interpretarem as mensagens e o desenvolvimento das ferramentas de escuta e conversação assim como as ferramentas de persuasão.
Uma das iniciativas melhor sucedidas que representam uma diplomacia pública eficaz é a criação da Comunidade Europeia do Carvão e do Aço por tratado internacional nos anos 50 do século XIX, a que logo se tornou a União Europeia. Depois da 2a Guerra Mundial, o seu propósito original foi ligar as economias europeias para impossibilitar uma nova guerra. Os defensores da Integração Europeia afirmam que atingiu a sua meta e também tem o mérito de ter aumentado o entendimento internacional, uma vez que os países europeus fizeram mais negócios juntos e os laços entre os cidadãos dos estados membros ficaram mais fortes. Os adversários da Integração Europeia criticam uma perda de soberania nacional e o aumento da centralização do poder.
Por décadas, a diplomacia pública constitutiu um elemento essencial da política exterior dos Estados Unidos. Foi uma ferramenta importante para influenciar a opinião pública durante a Guerra Fria com a antiga União Soviética. Desde os ataques do dia 11 de setembro de 2001, a expressão ressurgiu enquanto o governo estadounidense pretende melhorar a sua reputação no estrangeiro, particularmente no Médio Oriente e no Mundo Islâmico. Vários páneis, incluindo auqeles fundados pelo Concelho de Relações Estrangeiras estadounidense (Council of Foreign Relations) avaliaram os esforços americanos no âmbito da diplomacia pública desde o 9/11 e publicaram relatórios que recomendam os Estados Unidos tomarem várias medidas para melhorarem a efetividade da sua diplomacia pública.
A Comissão Consultiva dos Estados Unidos para a Diplomacia Pública (United States Advisory Commission on Public Diplomacy) foi criada nos anos 40 do século XX para avaliar os esforços americanos na diplomacia pública. A Comissão é constituida por 7 sete membros que são nomeados pelo Presidente e aprovados pelo Senado dos Estados Unidos. O atual Presidente do Concelho é William Hybl, outros membros incluem os antigos embaixadores Lyndon Olson e Penne Percy Korth Peacock, assim como Jay Snyder, John E. Osborn and Lezlee Westine. Em 2008, a Comissão publicou um relatório titulado „Getting the People Part Right“, que criticou as políticas de pessoal e as práticas de contratação, de formação e da promoção de funcionários de assuntos públicos e diplomacia pública feitas pelo Departamento de Estado. O relatório chamou atenção significativa e foi sujeito à audiência do Senado.
Este conceito tradicional é expandido, tencionando adotar os „population-centric foreign affairs“, o qual as populações estrangeiras consideram componente central da política exterior. Uma vez que são as pessoas, e não só os estados, que têm importância global num mundo no qual a tecnologia e a migração são aspetos importantes para todos, manifestam-se possibilidades inteiramente novas para a política.

## Métodos
Existe um elevado número de métodos e instrumentos usados no âmbito da diplomacia pública. Nicholas J. Cull divide a prática em cinco elementos: audição, defesa argumentativa, diplomacia cultural, diplomacia de intercâmbio e radiotelevisão internacional.
Métodos como o contacto pessoal, emissoras radiotelevisivas como a „The Voice of America“, „Radio Free Europe“ e „Radio Liberty“, programas de intercâmbio como o Fulbright e o International Visitor Leadership program, artes e apresentações no estrangeiro e o uso da Internet são instrumentos para praticar diplomacia pública, dependendo da mensagem que se pretende emitir e do público com o qual se pretende comunicar.